# Rubus conjungens
Espèce
Rubus conjungens est une espèce de plantes à fleurs de la famille des rosacées et du genre Rubus.

## Description
Rubus conjungens a des turions rougeâtres, légèrement pruineux. Il possède des aiguillons entièrement pourpres, parfois rougeâtres à  pointe jaune. Il comporte des feuilles subpédalées (qui qualifie une feuille à plusieurs segments, peu marqués, le médian étant libre et les latéraux s'insérant chacun sur celui qui le précède) de cinq folioles, parfois trois. Le foliole terminal est glabre sur sa face supérieure et gris cotonneux sur sa face inférieure.
Les fleurs  d'un diamètre de vingt-cinq millimètre, sont rose pâle. L'inflorescence comporte des feuilles, et plusieurs axes de fleurs (généralement un axe primaire et deux ou trois axes secondaires). Les sépales sont pointus et munis de poils. La floraison a lieu de juin à juillet.
Les fruits sont petits, parfois en partie avortés.

## Habitat
Cet ronce s'est naturalisée dans les haies et talus.